# John Morrison e The Miz
John Morrison e The Miz foram uma dupla de luta livre profissional que trabalhou para a WWE. 
A dupla inicialmente se apresentou na marca ECW, mas também apareceu nas marcas Raw e SmackDown devido aos intercâmbios de talentos da ECW com essas marcas durante o período em que atuaram como equipe. A equipe não tinha um nome oficial, embora fosse chamada de "the In Crowd" ou "the Dirt Sheet Duo", em referência ao nome de seu webshow premiado com o Slammy Award, The Dirt Sheet. Ambos foram ex-participantes do WWE Tough Enough, com Morrison vencendo a terceira temporada do programa e Miz sendo o vice-campeão da quarta temporada.
Eles começaram a formar equipe em novembro de 2007. Originalmente rivais, John Morrison e Miz se tornaram parceiros como resultado de conquistarem o Campeonato de Duplas da WWE e tornarem o título exclusivo da marca ECW, por um curto período. Eles mantiveram o campeonato por 250 dias, antes de finalmente perderem o título em julho de 2008. Durante seu reinado, Morrison e Miz desenvolveram uma gimmick que resultou na dupla ganhando seu próprio webshow, The Dirt Sheet, e seu próprio segmento de entrevistas no ringue com o mesmo nome na ECW. Em dezembro de 2008, eles ganharam o prêmio Slammy na categoria Dupla do Ano e conquistaram o Campeonato Mundial de Duplas. A equipe se separou em abril de 2009, após Miz ser transferido para a marca Raw e Morrison ser transferido para a marca SmackDown como parte do draft da WWE de 2009.
Após a separação da equipe, Morrison e Miz se enfrentaram esporadicamente até a saída de Morrison da WWE em novembro de 2011. Eles se reuniram em janeiro de 2020, após o retorno de Morrison à WWE. Pouco depois, conquistaram os Campeonatos de Duplas do SmackDown, tornando-se a segunda equipe (depois dos Hardys) a vencer o Campeonato Mundial de Duplas original da WWE, o Campeonato de Duplas da WWE (então Raw) estabelecido em 2002, e o Campeonato de Duplas do SmackDown, tornando-se campeões de duplas três vezes no total na WWE.
A equipe de Morrison e Miz foi amplamente aclamada pela crítica, especialmente durante sua primeira fase, quando foram reconhecidos como Dupla do Ano pela WWE, pelo Wrestling Observer Newsletter e pelo The Baltimore Sun em 2008.

## História

### Formação e WWE Tag Team Champions
Antes da parceria, Morrison e Miz eram rivais e lutaram pelo ECW Championship em Outubro. Em 16 de novembro de 2007 na Smackdown, fizeram uma tag contra MVP e Matt Hardy pelo WWE Tag Team Championship e ganharam depois da luta MVP atacou Matt Hardy. Depois disso os dois trouxeram o titulo para ECW, nisso ja eram retratados como amigos. Defenderam seus titulos varias fezes contra duplas como Shannon Moore e Jimmy Wang Yang, Jesse e Festus, Finlay e Hornswoggle e Tommy Dreamer and Colin Delaney. No Great American Bash, em Julho, Morrison e Miz perderam o título para Curt Hawkins e Zack Ryder numa Fatal-4-Way de tags, entretanto, nem Miz e nem Morrison sofreram o pin durante a luta.

### Varias Feuds

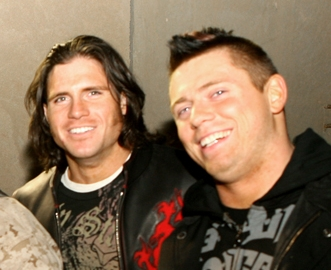
John Morrison e The Miz no "Tribute To The Troops"

Após perderem os títulos de tag team, Morrison e Miz entraram em feud na ECW com Evan Bourne e Ricky Ortiz, os quais eles imitaram no seu programa "The Dirt Sheet", também entraram numa fued com os Cryme Tyme na Raw para ver quem tinha o melhor programa no site da WWE. Morrison e Miz derrotaram a Cryme Tyme no Cyber Sunday numa luta escolhida pelos fãs. Depois começaram a ridicuralizar os DXs para promover o combate entre as tags na edição 800 da Raw, na luta Morrison acertou um superkick em Triple H (imitando o Sweet Chin Music de Shawn Michaels) e Miz tentou um pedigree, mas falhou e os DXs venceram a luta. Depois disso continuaram a feud com a Cryme Tyme, No Survivor Series estavam no time de JBL que perdeu para o time de Shawn Michaels.

### Slammy Awards, World Tag Team Champions e Separação
Morrison e Miz ganharam os Slammy Awards de melhor tag team e melhor WWE.com Exclusive com o programa "The Dirt Sheet". Em 13 de dezembro, numa house show em Hamilton, Ontario, Morrison e Miz ganharam os World Tag Team Championship pela primeira vez vencendo CM Punk e Kofi Kingston. Entraram em feuds com Tommy Dreamer e Colin Delaney, Jesse e Festus e também numa feud com os Colóns para ver qual tag ia unificar os titulos de tag, isso resultou numa Lumberjack match no Wrestlemania XXV que eles perderam. Depois no Draft Miz foi draftado para a Raw depois disso atacou Morrison pondo um fim na parceria, no draft suplementar Morrison foi para Smackdown. Entretanto o programa "The Dirt Sheet" continua, só que os dois gravam separados e se insultam de vez em quando.

## No wrestling
- Finishers e Signatures Moves
  - Moonlight Drive (Corkscrew Neckbreaker) - John Morrison
  - Reality Check (Running knee lift seguido de um Neckbreaker Slam) - The Miz
  - Double Facebuster
  - Combinação Slingshot Catapult (Miz)/Forearm Smash (Morrison)/Slingshot Elbow Drop (Morrison)
  - Double Gotbuster
  - Double Spinebuster
  - Combinação Powerbomb (Morrison)/Reality Check (Miz)
  - Combinação Super Frankensteiner (Morrison)/Powerbomb (Miz)
- Managers
  - The Bella Twins
  - Nikki Bella
- Apelidos
  - "The Greatest Tag Team of the 21st Century"
  - "The Dirt Sheet Duo"
- Temas de Entrada
  - "Ain't No Make Believe" de Stonefree Experience (Tema de John Morrison)

## Títulos e prêmios
- The Baltimore Sun

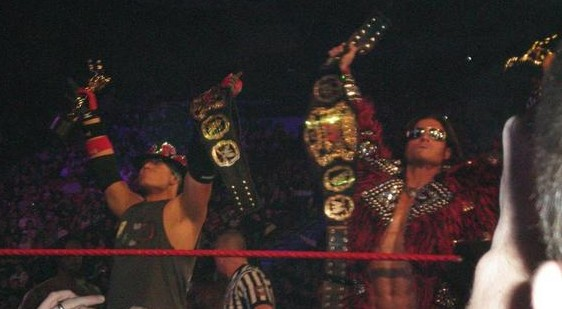
Miz (esquerda) e Morrison (direita) com Campeonato Mundial de Duplas e o troféu Slammy Award.

  - Lutador Que Mais Evoluiu no Ano (2009) – The Miz[1]
  - Dupla do Ano (2008)[2]
- Pro Wrestling Illustrated
  - Lutador Que Mais Evoluiu no Ano (2009) – Morrison
  - PWI colocou Morrison na #43ª posição dos 500 melhores lutadores individuais no PWI 500 em 2008[3]
  - PWI colocou Miz na #54ª posição dos 500 melhores lutadores individuais no PWI 500 em 2008[3]
  - PWI os colocou na #27ª posição no PWI Tag Team 50 em 2020[4]
- World Wrestling Entertainment/WWE
  - Campeonato da WWE (1 vez) – The Miz
  - Campeonato Mundial de Duplas (1 vez)[5]
  - Campeonato de Duplas do Raw da WWE (1 vez)[6]
  - Campeonato de Duplas do SmackDown da WWE (1 vez)[7]
  - Slammy Award (2 vezes) 
    - Melhor Segmento no WWE.com (2008)[8]
    - Dupla do Ano (2008)[8]
- Wrestling Observer Newsletter
  - Maior Melhora (2008, 2009) – The Miz[9]
  - Dupla do Ano (2008)[9]